# ドンホイ駅
ドンホイ駅（ドンホイえき、ベトナム語：Ga Đồng Hới / 𥩤洞海）はベトナムのクアンビン省ドンホイにある、ベトナム鉄道南北線の駅である。

## 概要
ドンホイ駅は、ベトナムクアンビン省の省都であり、人口約5万人が暮らすドンホイにある。南北線の起点駅であるハノイ駅より、522km地点に位置し、これは東京駅-向日町駅間とほぼ同じ距離である。町の中心部に位置するため、利便性が良い。また世界遺産にも登録されている、フォンニャ＝ケバン国立公園の最寄り駅でもある。

## 駅周辺
- ドンホイ空港 (5km)
- フォンニャ＝ケバン国立公園